# Alojz Gradnik
Alojz Gradnik (Medana, 3 augustus 1882 – Ljubljana, 14 juli 1967) was een Sloveens dichter, vertaler en rechter.

## Leven
Alojz Gradnik werd geboren in het dorpje Medana, dicht bij Goriška Brda, in wat destijds het Habsburgse Rijk was, vandaag Slovenië. Hij werd geboren in een gemengd huwelijk: Gradniks moeder was van Friulische afkomst, geboren in Krmin (Cormòns) (in het voormalige Graafschap Görz en Gradisca) en zijn vader was een Sloveen uit een arm arbeidersgezin in Triëst. Gradniks vader was een eenvoudige schoenmaker maar wist via het produceren van wijn een zekere rijkdom te verwerven. Gradniks broer Jožef werd later burgemeester van Medana. Alojz Gradnik veronderstelde zelf verkeerdelijk dat hij afkomstig was van de achttiende-eeuwse Gradniks, een bende muiters die zich in Tolmin ophielden.
Gradnik liep school op het meertalig staatsgymnasium in Gorizia en woonde toen in een studentenverblijf dat door de Katholieke Kerk werd beheerd. Tijdens zijn studies maakte hij kennis met Avgust Žigon (die later een bekende literaire wetenschapper zou worden), de Sloveense schrijver Ivan Pregelj en de Friulische geestelijke Luigi Fogar (die later bisschop van Triëst zou worden). Na zijn school te hebben afgemaakt in 1901, ging hij rechten studeren in Wenen. Nadat hij daar afstudeerde in 1906, ging hij een jaar in Graz studeren om daar doctor in de rechten te worden. Hierna ging Gradnik aan de slag als districtsrechter in Pula, Gorizia, Tolmin, Rovinj en verschillende andere kleine steden in toenmalige Küstenland. Tijdens deze periode werd hij actief in verscheidene Sloveense en Kroatische culturele en politieke bewegingen. Tussen 1913 en 1915 kwam Gradnik in Gorizia en Gradisca d’Isonzo in contact met intellectuelen die tot de kring van jonge Sloveense neoliberalen behoorden. Tot zijn vrienden in deze periode behoorden Andrej Gabršček (leider van de Nationaal-Vooruitstrevende Partij in Gorizia en Gradisca d’Isonzo), de jonge historicus en jurist Bogumil Vošnjak en de juristen Dinko Puc en Drago Marušič (die beiden vooraanstaande liberale politici zouden worden in het Koninkrijk Joegoslavië).
Tijdens de Eerste Wereldoorlog werd hij gevangengenomen omdat hij de Serviërs steunde, iets was de Habsburgse overheid allerminst apprecieerde. Na zijn vrijlating werkte hij even in Cerkno als rechter. In 1920, nadat Italië het westen van hedendaags Slovenië had geannexeerd, kwam Gradniks geboortestreek en werkgebied in Italië te liggen. Gradnik emigreerde vervolgens naar het Koninkrijk Joegoslavië waar hij in de jaren 1920 werd aangenomen als gerechtsexpert op een ministerie in Belgrado. In 1924 trouwde hij met Mira Potokar, samen kregen zij een zoon.
Later was hij een van de rechters van de Hoge Raad voor Staatsveiligheid (tussen 1922-1929, 1930-1936 en 1941-1945 in Ljubljana en in 1929 eveneens in Belgrado), hierdoor was hij betrokken bij enkele politieke rechtszaken. Tussen 1936 en 1941 was hij lid van de ‘Rechtbank van Zeven’ (Stol sedmorice), het hof van cassatie dat rechterlijke macht uitoefende over alle delen van Joegoslavië die eerder tot het Habsburgse Rijk hadden behoord. Deze rechtbank bevond zich in Zagreb en terwijl Gradnik in deze stad verbleef, maakte hij kennis met Kroatische intellectuelen zoals de schrijver Vladimir Nazor, de historicus Antun Barac en de dichter Ivan Goran Kovačić.
Nadat de asmogendheden Joegoslavië waren binnengevallen in april 1941, werd Gradnik door de nieuwe, fascistische Kroatische marionettenregering verbannen. Hij trok naar Ljubljana, dat op zijn beurt door de Italianen werd bezet. Deze Italiaanse fascistische overheid stuurde hem in 1942 naar het concentratiekamp van Gonars in Italië. In 1943 werd hij vrijgelaten maar deze ervaring zou zijn latere poëzie sterk beïnvloeden.
Na de Tweede Wereldoorlog kon hij terugkeren naar Ljubljana waar Gradnik kortstondig terug als rechter aan de slag ging tot hij in 1946 op pensioen ging. In september 1947 werd het oostelijk deel van Slovenië deel van Joegoslavië, waardoor hij opnieuw vrij naar zijn geboortestreek kon reizen. Gradnik zou verder het gros van zijn zomers spenderen in zijn geboortedorp Medana om er gedichten te schrijven. Hij trok zich terug omdat hij zich enerzijds wou wijden aan zijn poëzie maar anderzijds ook omdat hij bij de Joegoslavische communisten, die na de Tweede Wereldoorlog aan de macht waren gekomen, niet echt geliefd was. Toen Gradnik rechter in de ‘Rechtbank van Zeven’ was, had hij namelijk ook communisten veroordeeld. Het feit dat Gradnik zeer sterk aan zijn christelijk geloof vasthield, werd door de Joegoslavische overheid ook als reactionair beschouwd. Gradnik werd nooit vervolgd maar verdween uit de aandacht. Omdat hij geen nieuw werk meer kon publiceren, focuste hij zich meer op zijn vertaalwerk.
Alojz Gradnik stierf in Ljubljana op 14 juli 1967. Zijn begrafenis ging onopgemerkt voorbij en in de lessen literatuur op school werd hij nooit vermeld. Pas in de jaren ’80 werd hij herontdekt en naar waarde geschat. Vanaf het begin van de jaren 90 (nadat het communisme werd ingeruild voor democratie en Slovenië onafhankelijk werd), begon men straten naar hem te vernoemen en kreeg Gradnik een standbeeld. Sinds 1996 wordt er ook jaarlijks in augustus een literair evenement genaamd ‘Dagen van poëzie en wijn’ (Dnevi poezije in vina) georganiseerd in zijn geboortedorp Medana.
Gradnik was een polyglot: naast Sloveens sprak hij ook vloeiend Italiaans, Friulisch (dankzij zijn moeder), Duits, Servo-Kroatisch, Engels en Frans. Hij sprak ook Russisch, Hongaars, Spaans en had kennis van Latijn en Oudgrieks. Kennis van al deze talen maakte hem een veelzijdig vertaler. Daarnaast bestudeerde Gradnik verschillende oosterse talen zoals het Sanskriet, Perzisch, Bengaals en Mandarijn.

## Werk

### Poëzie
Gradnik was een productieve schrijver, zo publiceerde hij tussen 1916 en 1944 negen poëziebundels en liet hij daarnaast een heleboel onafgewerkte stukken na. Samen met Izidor Cankar en Ivan Pregelj wordt Gradnik tot de tweede generatie modernistische schrijvers in de Sloveense literatuur gerekend (hoofdrolspelers in de eerste generatie waren onder andere Ivan Cankar, Oton Župančič en Dragotin Kette). Gradniks stijl en woordenschat worden als eenvoudig beschouwd, zijn motieven en de inhoud van zijn gedichten waren dan weer complex.
In Gradniks vroege werk valt op hoe hij aanvankelijk beïnvloed werd door eerdere Sloveense dichters (de eerste generatie modernisten bijvoorbeeld, maar even goed door Simon Gregorčič en France Prešeren) en door de Europese decadentisme. Later keerde Gradnik zich af van het decadentisme, herontdekte hij het katholieke geloof en ging hij over op meer mystieke thema’s, waarbij hij zijn eenvoudig taalgebruik behield. Gradnik wordt daarom door sommigen beschouwd als een dichter tussen het modernisme en het expressionisme in. Gradnik werd het meest beïnvloed door de dichter Josip Murn en hij was een van de eerste om Murns genialiteit te erkennen. Net zoals Murn integreerde Gradnik impressionistische visies van het platteland en het boerenleven in zijn poëzie.
Gradnik werd ook beïnvloed door schilder- en beeldhouwkunst. Zo schreef hij een boek over de Sloveense impressionistische schilder Rihard Jakopič en was hij goed bevriend met de illustrators Riko Debenjak, Miha Maleš en de beeldhouwer Jakob Savinšek. Schilders als Eugène Carrière, Božidar Jakac en de Brueghels hebben ook een invloed gehad op Gradnik.
Gradnik schreef veel gedichten waarin de liefde aan bod komt, vaak in viervoetige jamben. Gradniks poëzie staat bekend om zijn sombere ondertoon. Een van de opvallende kenmerken van Gradniks poëzie is immers zijn aandacht voor de relatie tussen Eros en Thanatos, anders gezegd: de spanning tussen erotische passie en de dood. Hij beschrijft vaak een vorm van liefde die zich ontwikkelt van onschuldige verliefdheid en verlangen tot decadente en allesoverheersende liefde die tot zelfvernietiging leidt. Vaak is er dan ook een overgang van het tijdelijke naar het eeuwige merkbaar. Daarnaast besteedt hij aandacht aan het landschap, waarbij het vooral om het landschap van zijn geboortestreek gaat. Gradnik schreef ook enkele patriottische liederen, waarin hij intieme gevoelens zoals pijn, hoop en frustraties uit, binnen het kader van de Sloveense geschiedenis.
Tegenwoordig wordt Alojz Gradnik samen met Oton Župančič beschouwd als de belangrijkste Sloveense dichter uit het Interbellum en een van de belangrijkste Sloveense dichter uit de twintigste eeuw. Wegens zijn traditionele stijl en conservatief wereldbeeld werd hij aanvankelijk nauwelijks opgemerkt door de overheersende, meer vernieuwende, literaire tendensen. Desondanks oefende Gradnik invloed uit over schillende generaties van schrijvers zoals bijvoorbeeld Lili Novy en France Balantič (dichters van vlak na de Tweede Wereldoorlog), Brane Senegačnik, Nevin Birsa en Aleš Šteger (post-modernistische schrijvers die vooral actief waren op het einde van de twintigste eeuw).

### Kinderliteratuur
Gradnik schreef ook gedichten voor kinderen waarin hij de wereld probeerde voor te stellen zoals kinderen die ervaren, hij probeerde te schrijven alsof hij door hun ogen zou kijken. Aanvankelijk werden deze gedichten gepubliceerd in tijdschriften tot ze in 1953 werden verzameld in Een wereld van fouten en andere gedichten voor de jeugd (Narobe svet in druge pesmi za mladino). Deze bundel bevatte niet enkel gedichten maar ook enkele puzzels; sommige daarvan waren door Gradnik vertaald uit Servisch, andere had hij zelf bedacht. Zowel de gedichten als de puzzels hadden dezelfde thema’s: dieren, de aarde, de seizoenen, …
Gradnik schreef tegelijkertijd gedichten voor volwassenen en kinderen waardoor echo’s van de thema’s die Gradnik in zijn gedichten voor volwassenen gebruikt hoorbaar zijn in zijn gedichten voor kinderen. Zo zet de dichter bijvoorbeeld de wereld op zijn kop (kinderlijke visie) om de fouten in deze wereld aan te duiden (volwassen inhoud). Soms is het daarom niet echt duidelijk of het nu om een gedicht gaat dat louter voor kinderen is geschreven, of om een gedicht dat zowel voor kinderen als voor volwassenen bedoeld is. Door de terugkeer van deze 'volwassen' thema's (melancholie, de dood, …) wordt er gesproken van een soort van neoromantiek.
Vormelijk gezien gebruikte Granik in zijn werken voor kinderen hoofdzakelijk jamben en trocheeën. Gradnik maakt ook gebruik van metaforen en neologismen die dan aan het geheel een humoristische noot toevoegen. Er komen ook vaak onomatopeeën voor om de eigenschappen van dieren aan te duiden.

### Vertaler
Gradnik was ook een belangrijk vertaler. Hij vertaalde onder ander de eerste twee delen van Dante’s Goddelijke komedie in het Sloveens. Verder vertaalde hij ook het werk van belangrijke buitenlandse auteurs zoals Francesco Petrarca, Giacomo Leopardi, Rabindranath Tagore, Giosuè Carducci, Romain Rolland, Omar Khayyam, Jovan Jovanović Zmaj, Vuk Karadžić, Ivan Mažuranić, Petar Petrović-Njegoš, Ugo Foscolo, Anton Tsjechov, Juan Ramón Jiménez, John Erskine, Federico García Lorca, Sándor Petőfi en Endre Ady. Sommige van deze vertalingen werden destijds niet gepubliceerd wegens tegenwerking van de Joegoslavische overheid.

## Bekendste werken
- Padajoče zvezde (Vallende sterren), 1916, 19232
- Begunci (Vluchtelingen), 1917
- Pot bolesti (Het pad van verdriet), 1922
- Pisma (Brieven), 1924
- De Profundis, 1926
- Svetle samote (Lichte eenzaamheden; samengesteld door Josip Vidmar), 1932
- Večni studenci (Eeuwige studenten), 1938
- Zlate lestve (Gouden ladders), 1940
- Bog in umetnik (God en de kunstenaar), 1943
- Pojoča kri (Zingend bloed), 1944
- Pesmi o Maji (Gedichten over mei), 1944
- Primorski soneti (Sonetten uit Primorska; samengesteld door Jaro Komac), 1952
- Narobe svet in druge pesmi za mladino (Een wereld van fouten en andere gedichten voor de jeugd), 1953
- Harfa v vetru (Een harp in de wind; samengesteld door Filip Kalan), 1954
- Eros-Tanatos (Eros-Thanatos; samengesteld door Filip Kalan), 1962, 1972

Gradniks werk werd door Miran Hladnik en Tone Pretnar verzameld en in vijf delen uitgegeven tussen 1984 en 2008.